# 河西新城

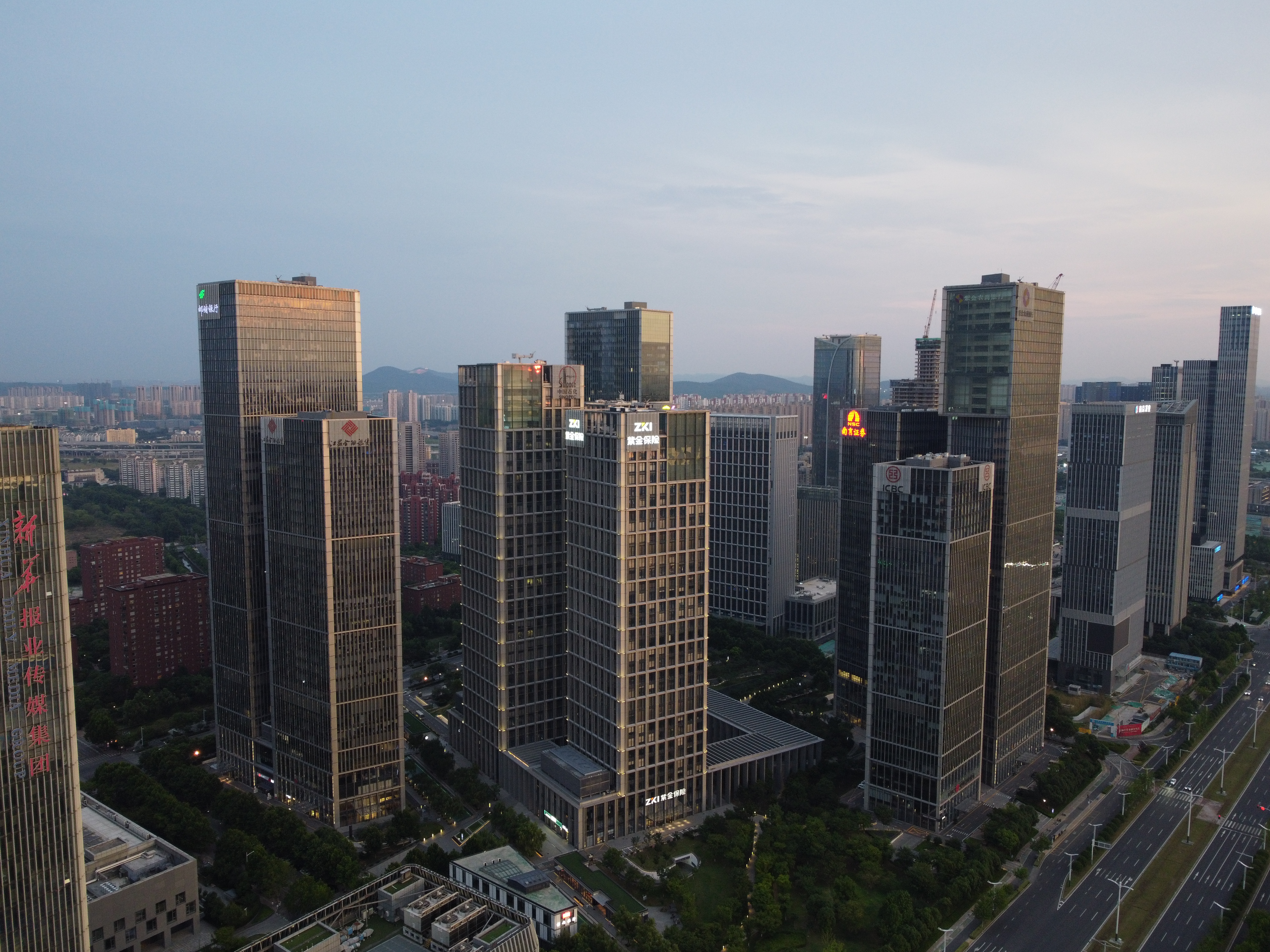
河西CBD

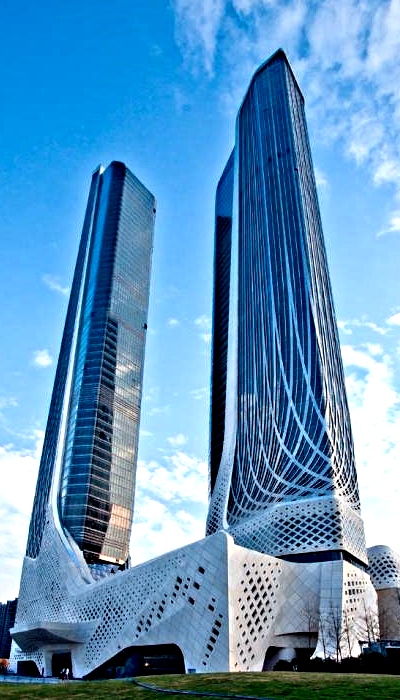
南京国际青年文化中心

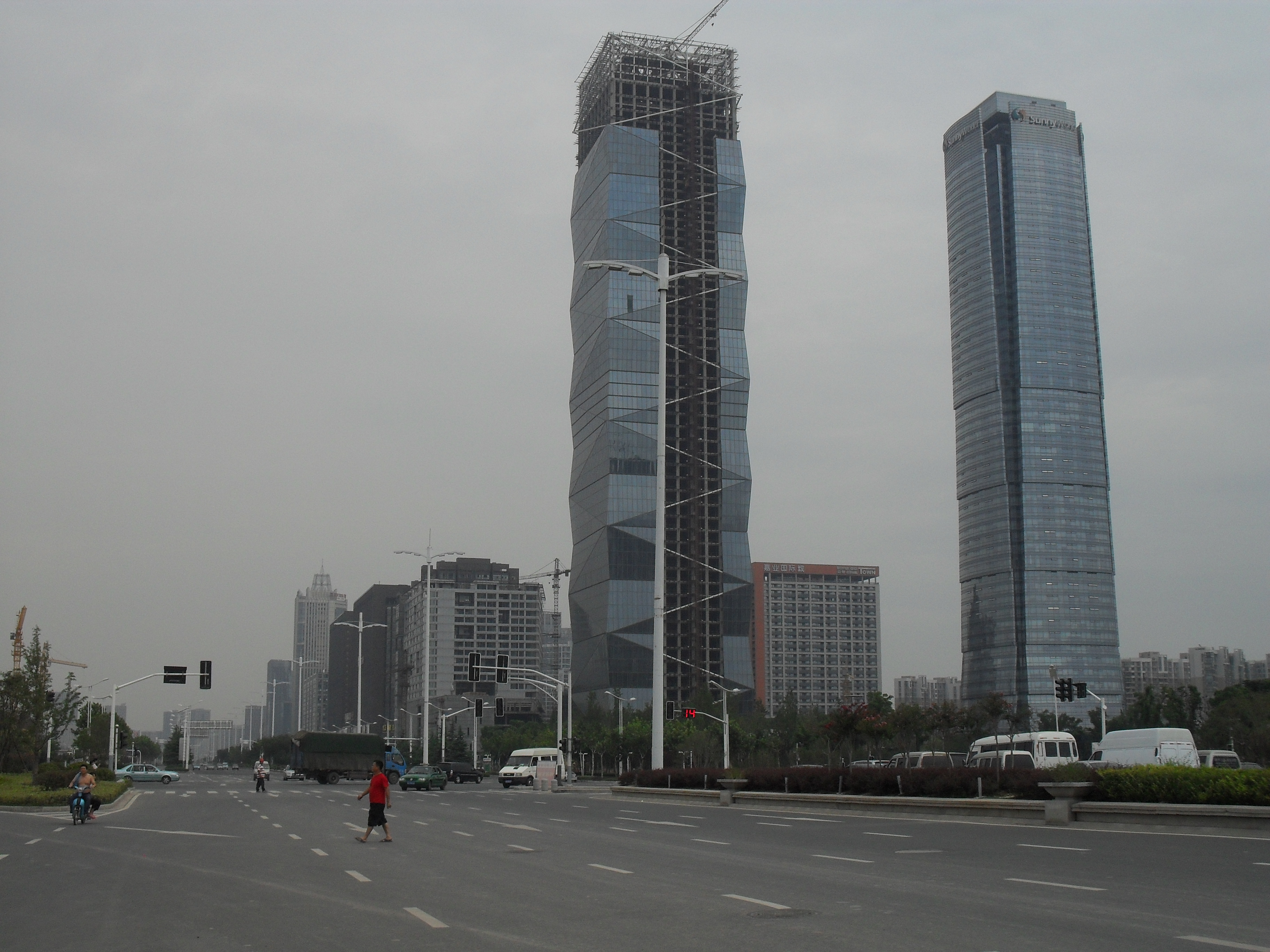
南京金奥大厦和南京新地中心

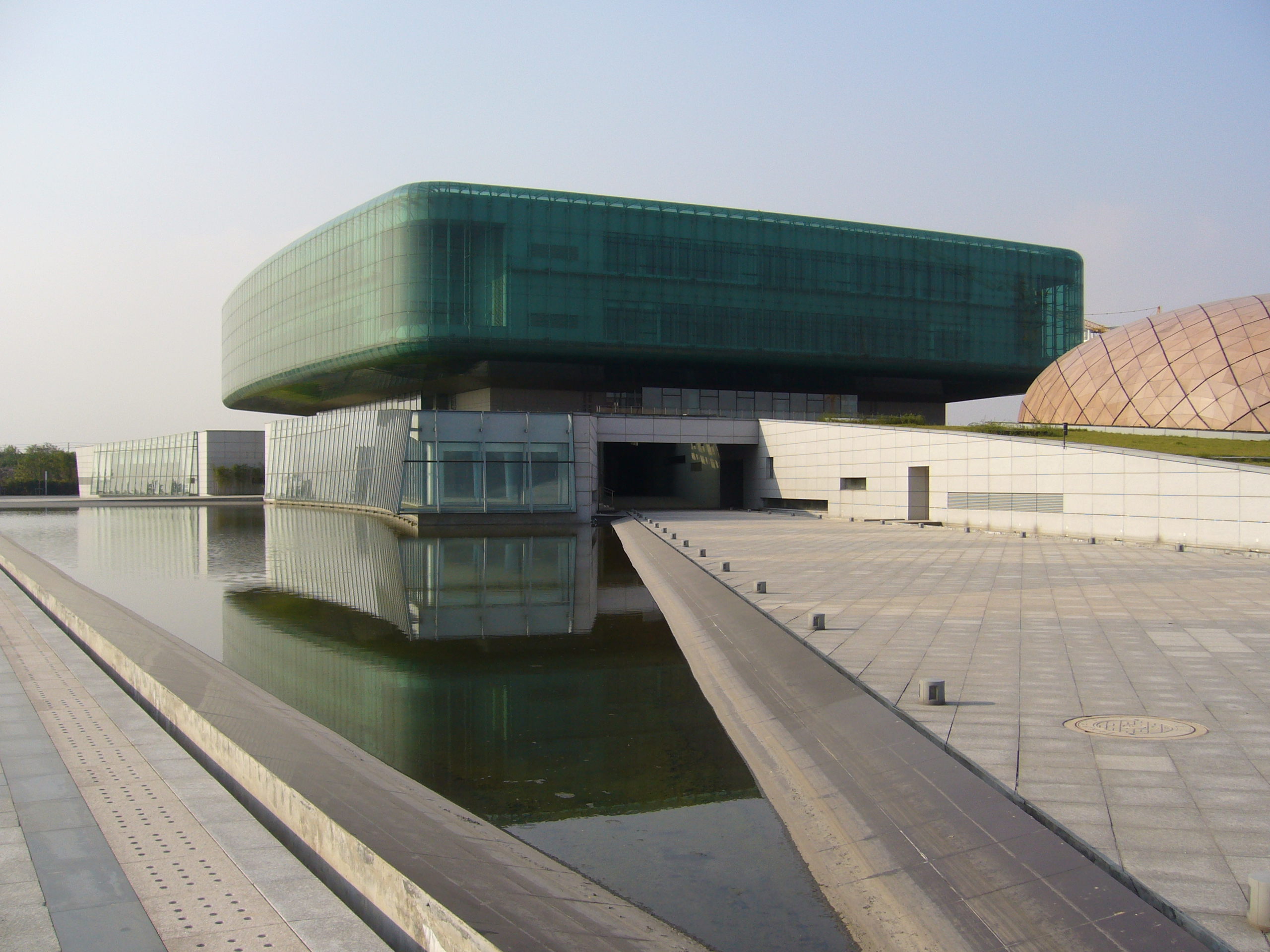
金陵图书馆一侧

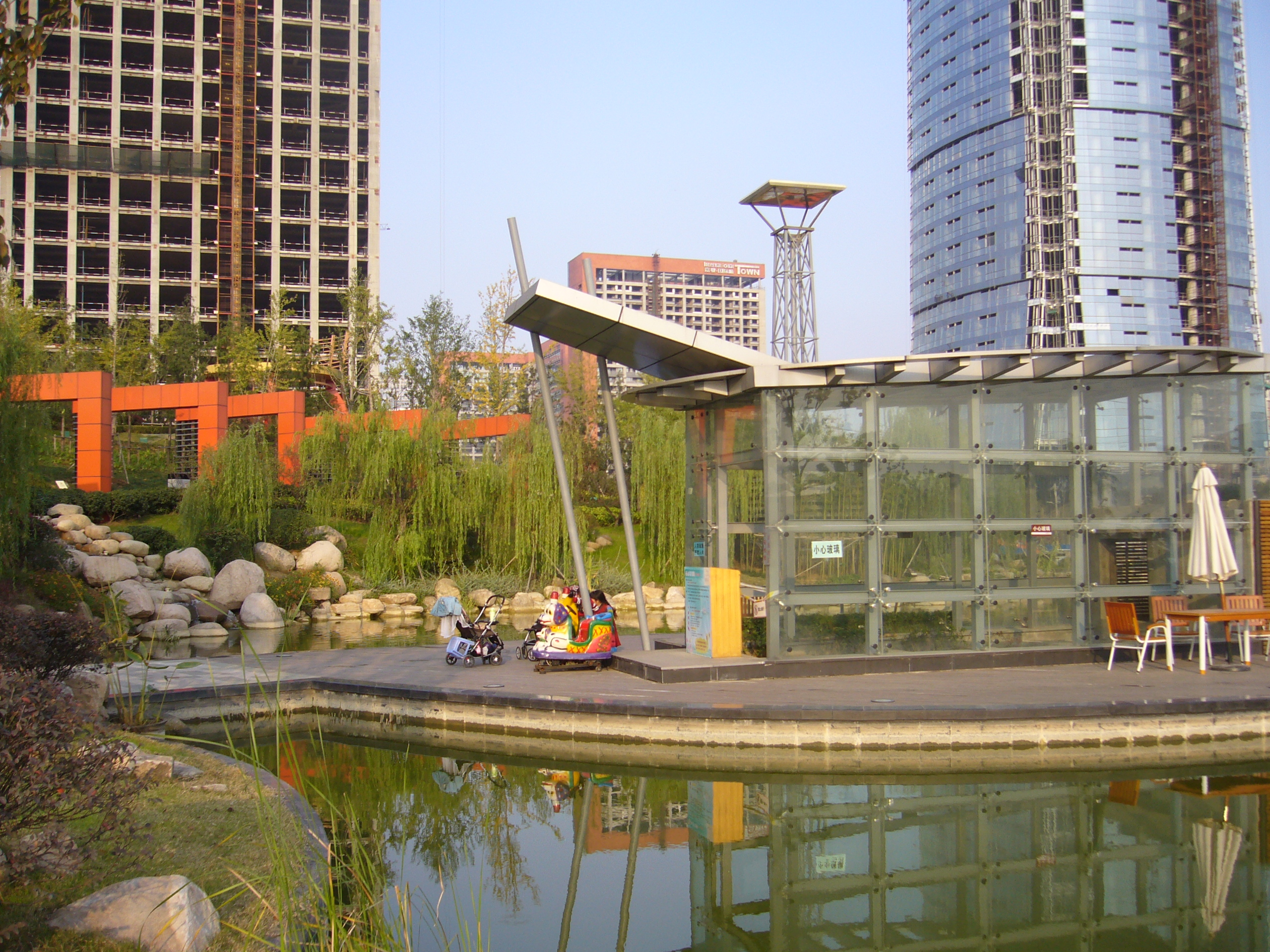
河西中央公园一角

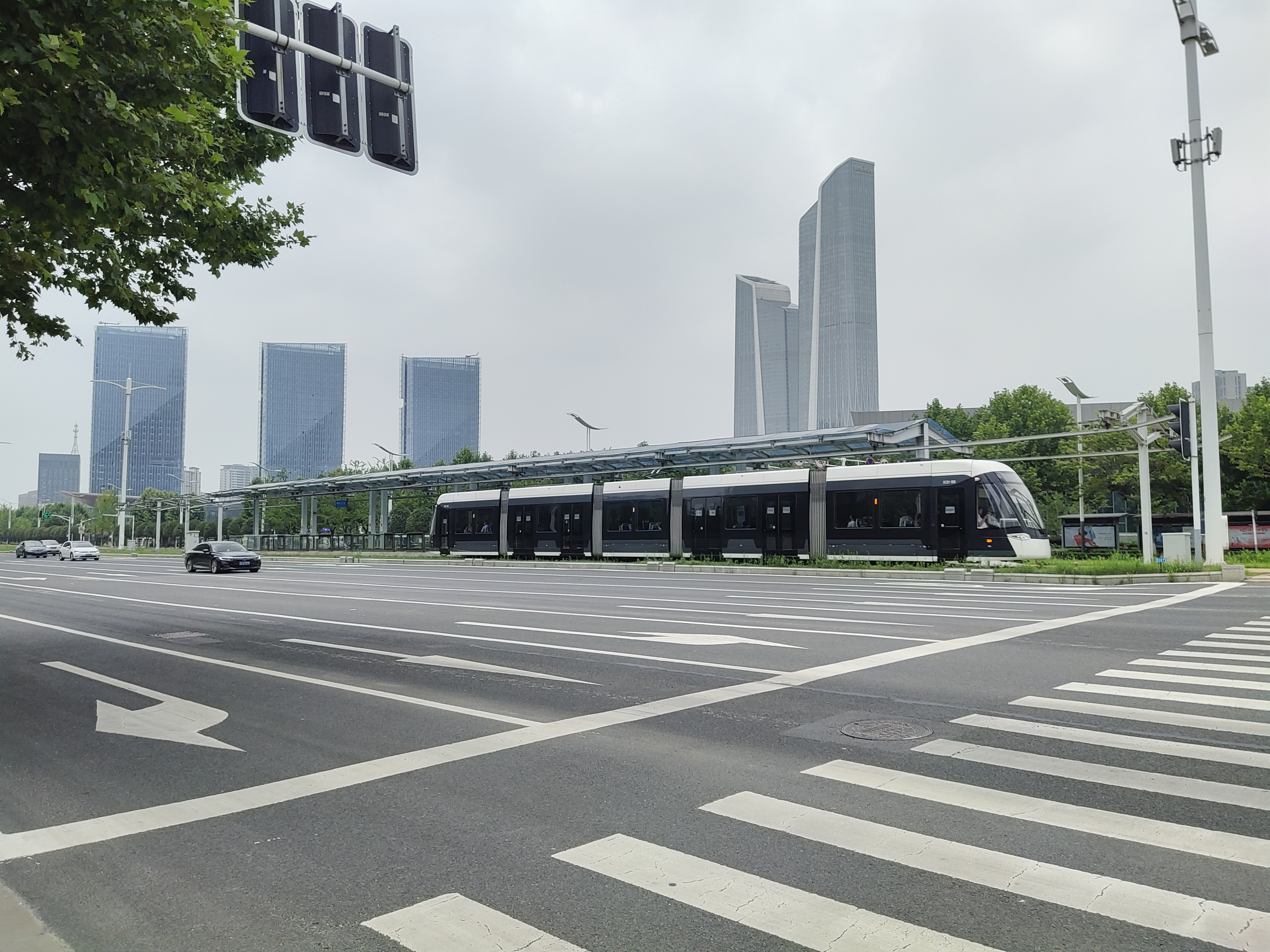
南京河西有轨电车

河西新城，是南京市正在开发中的中央商务区，北起三汊河，南接秦淮新河，西临长江夹江，东至外秦淮河、南河，总面积约94平方公里，其中，陆地面积56平方公里，江心洲、潜洲及江面38平方公里。现有人口35万，规划人口60万。
2016年底，南京市确立了“高标准建成河西现代化国际性城市中心”战略定位。按照计划，河西新城将按照“一地五中心”的发展定位，计划打造国内一流、国际知名旅游目的地，泛长三角区域金融中心、长三角创新创意中心、南京都市圈会议展览中心、南京文化体育中心和南京商务商贸中心，全方位推进现代化国际性城市中心建设。

## 历史
河西新城北部20平方公里在2000年前后已基本建成。2001年，南京市第11次党代会作出开发建设河西新城的战略部署。12月，南京“跳出城墙，重整城区版图，一城三区、三集中一疏散”的战略决策出台。随着南京成功申办中华人民共和国第十届全国运动会，加速发展河西新城，以此引导人口向新城区集中，产业向园区集中，从而加快了河西新城的开发进展。
河西新城中部21平方公里区域主要借助中华人民共和国第十届全国运动会、第四届世界城市论坛的东风于2005年左右基本成型；南部15平方公里在2014年夏季青年奥林匹克运动会前全面拉开建设框架，西部15平方公里江心洲正与新加坡方面合作，开发建设中新生态科技岛。

## 总体规划
河西新城规划分三期建设。其构筑沿江沿河的生态景观绿环，通过三条东西向的绿廊将滨江自然生态景观渗透组织到新区。CBD一、二期结合鱼嘴商务区，连同外围的重要功能区形成河西中心区。由南北向的江东路综合发展轴组织现代化新城区的人文景观，串联两个都市风貌集中展现的核心。由四个重要的门户窗口形成展现河西特色文化背景的风貌节点。 

### 青奥轴线
青奥轴线位于河西新城由庐山路和江山大街交叉口起始至青奥广场，全长1.5公里，由江山大街带状公园和青奥广场组成，被誉为“南京的城市客厅”。轴线沿线有国际青年文化中心“双塔”、南京奥林匹克博物馆、保利大剧院、“南京眼”、青奥村、国际风情街等标志性文化建筑。

## 主要建筑

### 金融商业建筑
- 新地中心
- 奥体苏宁广场
- 世界贸易中心
- 环球贸易广场
- 金融城

### 会展建筑
- 国际博览中心
- 青奥会议中心

### 文体建筑
- 江苏大剧院
- 艺兰斋美术馆
- 金陵图书馆新馆
- 南京档案馆方志馆
- 南京奥林匹克体育中心
- 南京市妇女儿童活动中心
- 国际研发总部
- 国际礼拜堂
- 台湾名品城
- 云谷体验馆
- 明基医院
- 江苏省人民医院河西分院

### 其他
- 河西中央公园
- 青奥村

## 交通

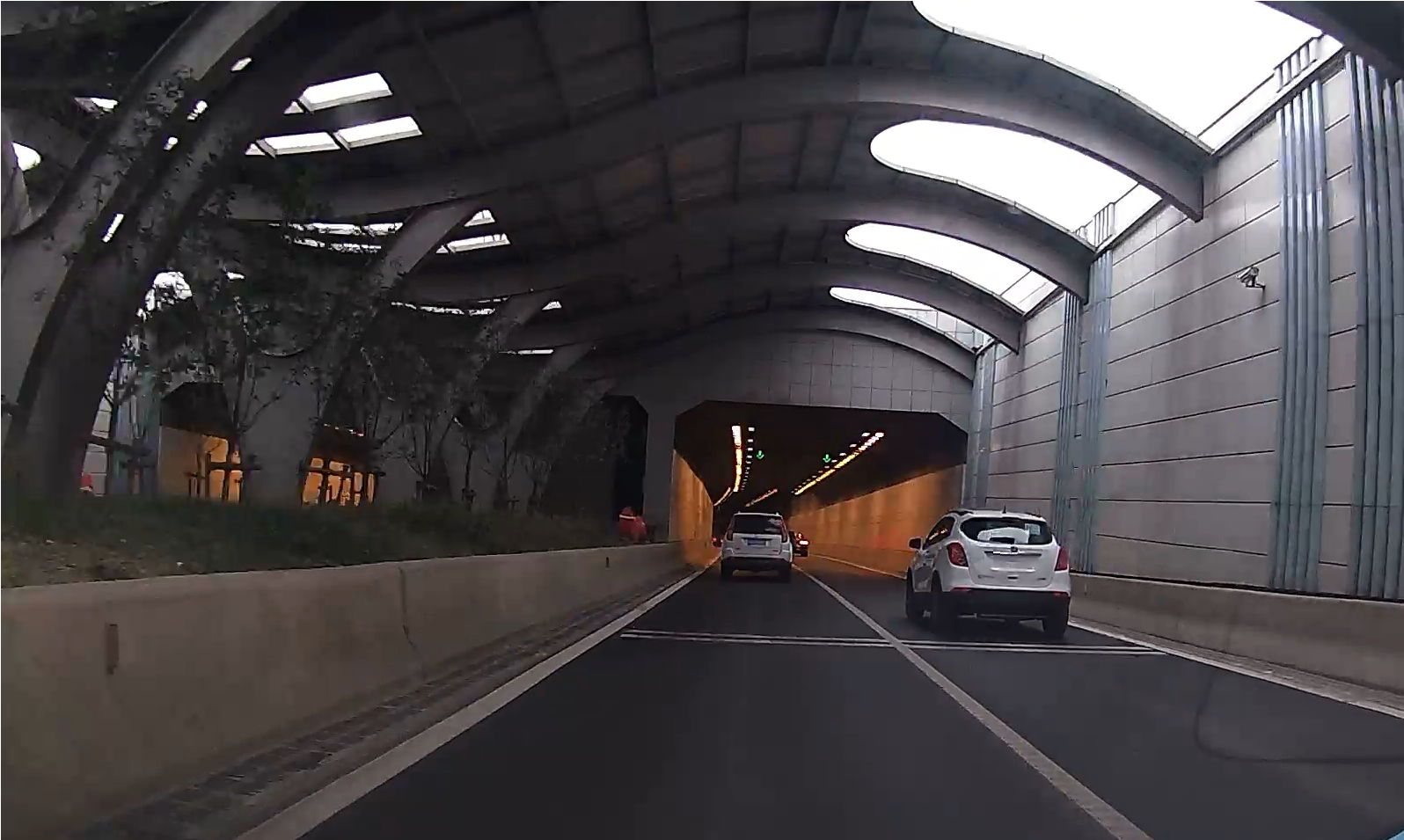
定淮门长江隧道

河西新城区域内有3条过江通道，分别为南京定淮门长江隧道、南京应天大街长江隧道与南京江心洲长江大桥，可以到达江北的浦口区。
应天大街隧道工程位于长江南京市区段江底65米，为双向六车道的快速过江通道，设计时速80千米，隧道长3790米。其左线于2009年5月20日贯通，右线于同年8月22日贯通，2010年5月28日通车；南京定淮门长江隧道原名南京扬子江隧道，是世界上同类隧道中规模最大、长度最长、地质最复杂、水压最高的隧道，被誉为“江底70米深处的世界级工程”，已于2016年1月1日通车；江心洲长江大桥于2020年12月24日建成通车。

### 地铁站
河西新城目前有5条地铁线路穿越:

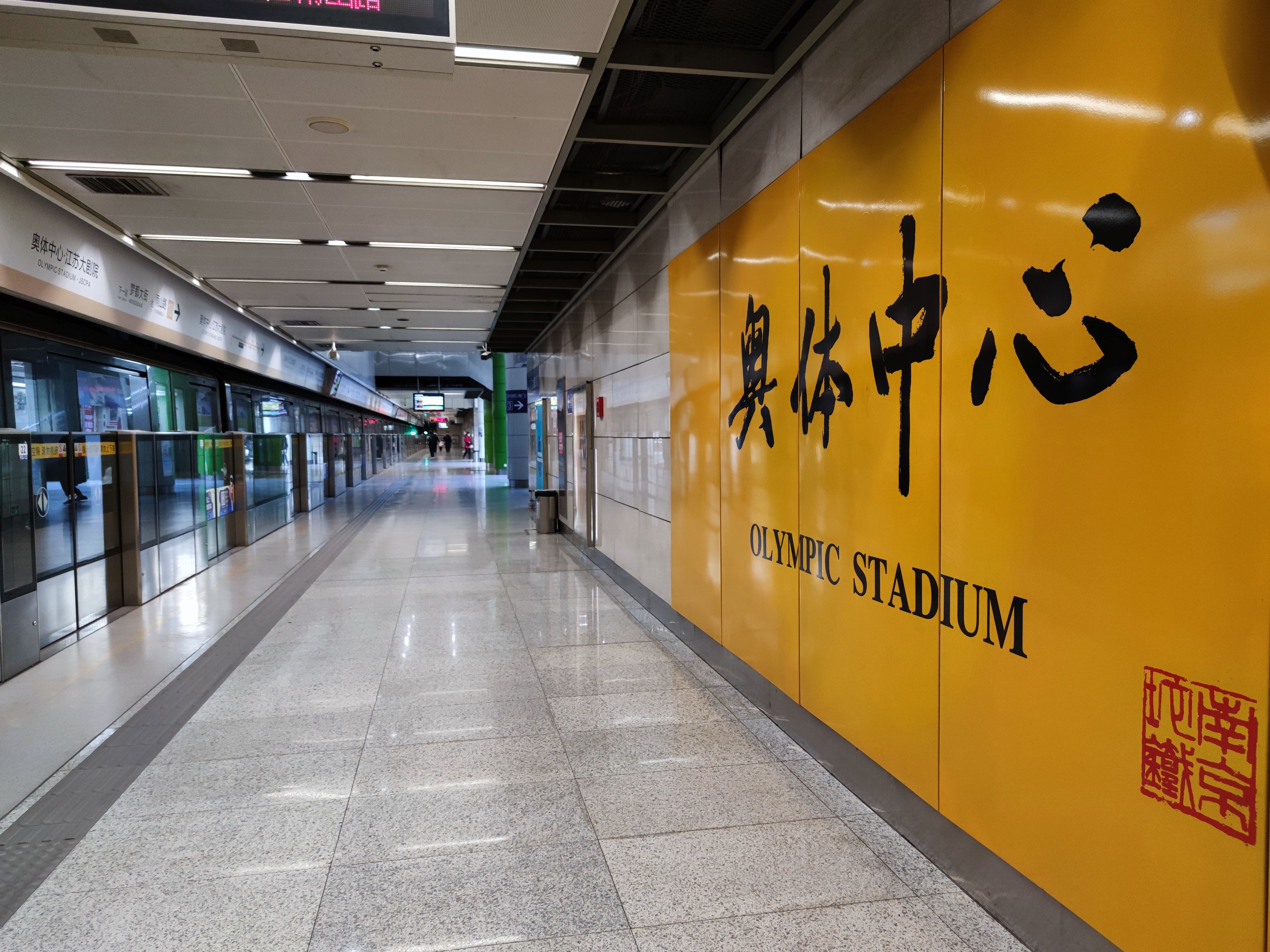
奥体中心站站台

- 2号线，线路贯穿河西南北主干道江东中路，从集庆门大街站至鱼嘴站区间皆位于河西新城核心区内。
- 10号线，东西贯穿河西新城的线路，原为1号线线路，后分拆单独延伸为10号线。区域内设有小行站、元通站、奥体中心站 (南京市)、梦都大街站与绿博园站。
- S3号线，线路位于河西南部地区，设有油坊桥站、永初路站、平良大街站、吴侯街站、高庙路站。
- 7号线，南北贯穿河西新城东部的线路。
- 9号线，南北贯穿河西新城西部的线路，正在建设中。

### 有轨电车

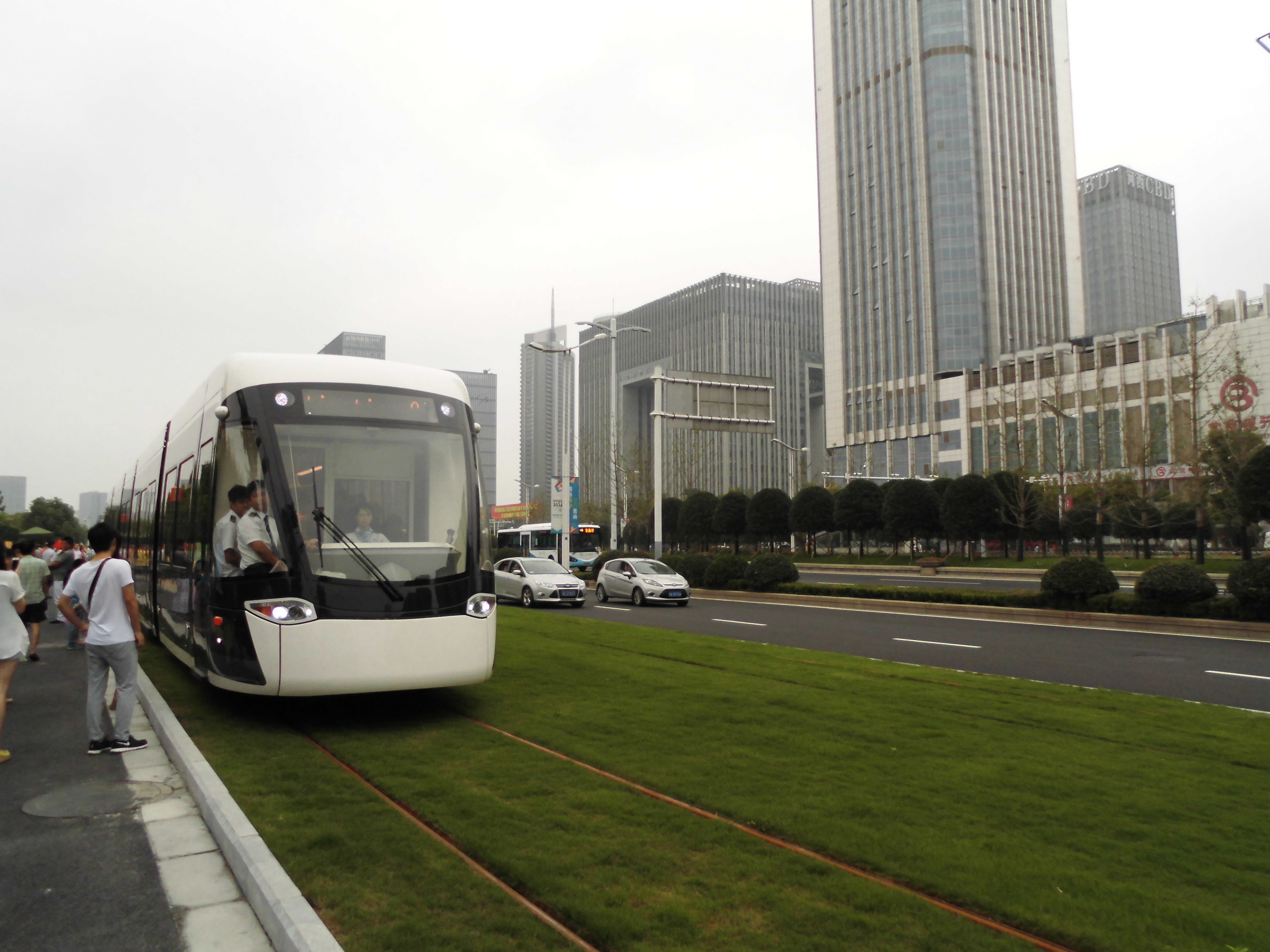
河西有轨电车

- 河西新城内有一条河西有轨电车线路，沿江东中路向南铺设。线路北起奥体中心东门站，南至鱼嘴地区的秦新路站。线路已于2014年8月1日正式开通运营。

## 相关链接
- 河西新城官网 （页面存档备份，存于）

1. ↑  南京河西新城管委会. .
2. ↑  新华日报. .
3. ↑  南京日报. . 南京日报.   [2021-03-19]. （原始内容存档于2016-12-13）.
4. ↑  南京河西新城管委会. .
5. ↑  南京日报. .[]
6. ↑  南京日报. .[]